# Khugyani (Nangarhar)
Khugyani är ett distrikt i Afghanistan. Det ligger i provinsen Nangarhar, i den östra delen av landet, 100 kilometer öster om huvudstaden Kabul.
Distriktet beräknades år 2022 ha cirka 153 000 invånare.